# Le Charimari
 (décembre 2024).
Le Charimari est une comédie musicale de Pierrette Bruno, sur une musique de Jo Moutet, créée le  4 septembre 1981 au Théâtre Saint-Georges dans une mise en scène de René Clermont.

## Argument
Gilbert trompe Marie-Colette. Le fils de Gilbert, voyant son père succomber au démon de midi décide, avec la complicité d'un copain et de Marie-Colette, de lui tendre un piège...

## Représentations
La pièce est créée au Théâtre Saint-Georges dans une mise en scène de René Clermont.

## Distribution
- Micheline Boudet : Marie-Colette
- Pierre Tornade : Gilbert
- Bertrand Penot (Bertrand Lacy depuis 1985) puis Jean-Marie Juan
- Isabelle Andriolo
- Patrick Bruel[2].

### Édition de la pièce
- Pierrette Bruno, Le Charimari - comédie, Paris, L'Avant-scène, 1982, 50 p. (présentation en ligne).